# أبو سفيان بن الحارث
أبو سفيان بن الحارث بن عبد المطلب (المتوفى سنة 15 هـ) صحابي، وابن عم للنبي محمد ﷺ. تأخر إسلامه حتى فتح مكة، ثم شهد مع النبي غزوتي حُنَين والطائف، وتوفي في المدينة المنورة في خلافة عمر بن الخطاب.

## نسبه
هو أبو سفيان بن الحارث ابن عبد المطّلب بن هاشم بن عبد مناف بن قُصيّ، قال الزبير وابن الكلبي وغيرهما أن اسم أَبي سفيان المغيرة، وهو الشاعر، وقال ابن منده وأَبو نُعَيم من أَنَّ المغيرةَ اسمُ أَبي سفيان، وقال آخرون: بل اسمُ أَبي سفيان كنيته.
قال أبي نصر البخاري: «والحارث بن عبد المطلب أبو ربيعة، أمه صفية بنت جندب بن جحش بن هوازن أكبر أولاد أبيه كان يكنى به، أعقب له أبا سفيان بن الحارث. ونوفل بن الحارث، وربيعة بن الحارث، والمغيرة بن الحارث إلا أن أولاد ربيعة ونوفل صحيح لا شك فيه. ومن انتسب من الهاشمية إلى أبي سفيان بن الحارث فهو دعى، ولم يذكر أولاد المغيرة بن الحارث.».
وقال أبو عمر: «وقد قيل: إن أبا سفيان بن الحارث اسمه المغيرة، ولا يصحُّ. والصّحيحُ أنه أخوه والله أعلم.». وقال ابن حجر العسقلاني: «وتعقب ابن الأثير هذا بأن أصحاب الأنساب كالزبير وابن الكلبي وغيرهما جزموا بأن أبا سفيان اسمه المغيرة؛ ولم يذكروا له أخًا يسمى المغيرة؛ ولا يكنى أبا سفيان؛ وكذا جزم البغويّ بأن أبا سفيان اسمه المغيرة بن الحارث.».
وقال ابن الأثير الجزري: «وقد ذكره ابن الكلبي والزبير بن بكار وغيرهما فقالوا: اسم أَبي سفيان المغيرة، وهو الشاعر. وهذا يؤيد ما قاله ابن منده وأَبو نُعَيم من أَنَّ المغيرةَ اسمُ أَبي سفيان، لا اسمُ أَخ له. وجعله أَبو عمر ترجمتين، على ظنه أَنهما اثنان، وسماهما في الترجمتين المغيرة. وقال ما ذكرناه عنه، والله أَعلم.».

## سيرته
كان أبو سفيان ابن عم النبي محمد، وأخوه من الرضاعة أرضعتهما حليمة السعدية، وكان من أكثر الناس شبهًا به في الشكل. غير أن النبي محمد عندما دعا قومه إلى الإسلام، باغضه أبو سفيان وعاداه، وهجاه وأصحابه بشعره، وكان أبو سفيان من الشعراء المطبوعين. وحين هاجر النبي محمد إلى يثرب، لم يتخلف أبو سفيان عن أي من المعارك التي خاضتها قريش ضد المسلمين.
ولما سار النبي محمد إلى فتح مكة، سار أبو سفيان ومعه ولده جعفر فلقياه بالأبواء أو ثنية العقاب مسلمان، فأعرض عنه النبي محمد لما كان منه من هجائه وأذيته للمسلمين، فتذلل له أبو سفيان حتى رضي النبي محمد، وقبله. ثم لزم أبو سفيان النبي محمد، وشهد معه غزوتي حُنين والطائف، وكان ممن ثَبُت معه في القتال يوم حُنين لما انسحب المسلمون أول المعركة. وكان النبي محمد يهبه كل عام من مال خيبر مائة وسق. بعد وفاة النبي محمد، حج أبو سفيان في عام، فحلق له الحلاق بمنى، فقطع ثؤلولاً في رأسه، فمرض منه ومات بعد قدومه إلى المدينة المنورة سنة 15 هـ، وقيل سنة 20 هـ، بعد وفاة أخيه نوفل بن الحارث بأربعة أشهر، وصلى عليه الخليفة وقتها عمر بن الخطاب، ودُفن بالبقيع، وأوصى وهو يحتضر فقال: «لا تبكوا علي؛ فإني لم أتنطف بخطيئة منذ أسلمت». وكان لأبي سفيان من الولد جعفر أمه جمانة بنت أبي طالب، وأبو الهياج عبد الله وجمانة وحفصة ويقال حميدة أمهم فغمة بنت همام بن الأفقم، وعاتكة أمها أم عمرو بنت المقوم بن عبد المطلب بن هاشم، وأمية وأم كلثوم أمهاتهم أمهات أولاد، وقد انقرض عقب أبي سفيان بعد ذلك، فلم يبق منهم أحد.